# دانیجلا رندقیست
دانیجلا رندقیست (انگلیسی: Danijela Rundqvist؛ زادهٔ ۲۶ سپتامبر ۱۹۸۴) بازیکن هاکی روی یخ اهل سوئد است.